# ليان مور
ليان مور (بالإنجليزية: Leanne Moore)‏ هي مغنية أيرلندية، ولدت في 24 يوليو 1984 في ليمريك في جمهورية أيرلندا.